# Lista kraterów uderzeniowych w Ameryce Północnej
Lista kraterów uderzeniowych w Ameryce Północnej. Zestawienie obejmuje wszystkie potwierdzone struktury pochodzenia impaktowego w Ameryce Północnej wymienione w bazie Earth Impact Database według stanu na dzień 30 października 2014. W przypadku zgrupowań małych kraterów (jak koło miasta Odessa w Teksasie) wymieniony jest największy z nich. 
Większą część Ameryki Północnej stanowi stary kraton północnoamerykański, na którym zapis zjawisk geologicznych obejmuje ponad miliard lat, przez co zachowane jest wiele kraterów. Ponadto Ameryka Północna jest pod względem geologicznym bardzo dobrze poznana, rozpoznano w niej znacznie więcej struktur impaktowych niż, na przykład, w większej Afryce.

## Potwierdzone kratery uderzeniowe

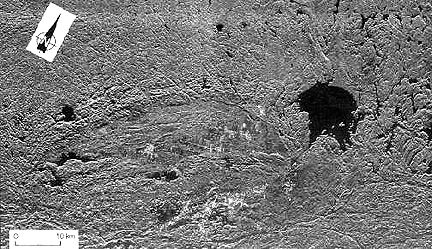
Obraz radarowy kraterów Sudbury (większy, u dołu) i Wanapitei (jezioro meteorytowe po prawej)

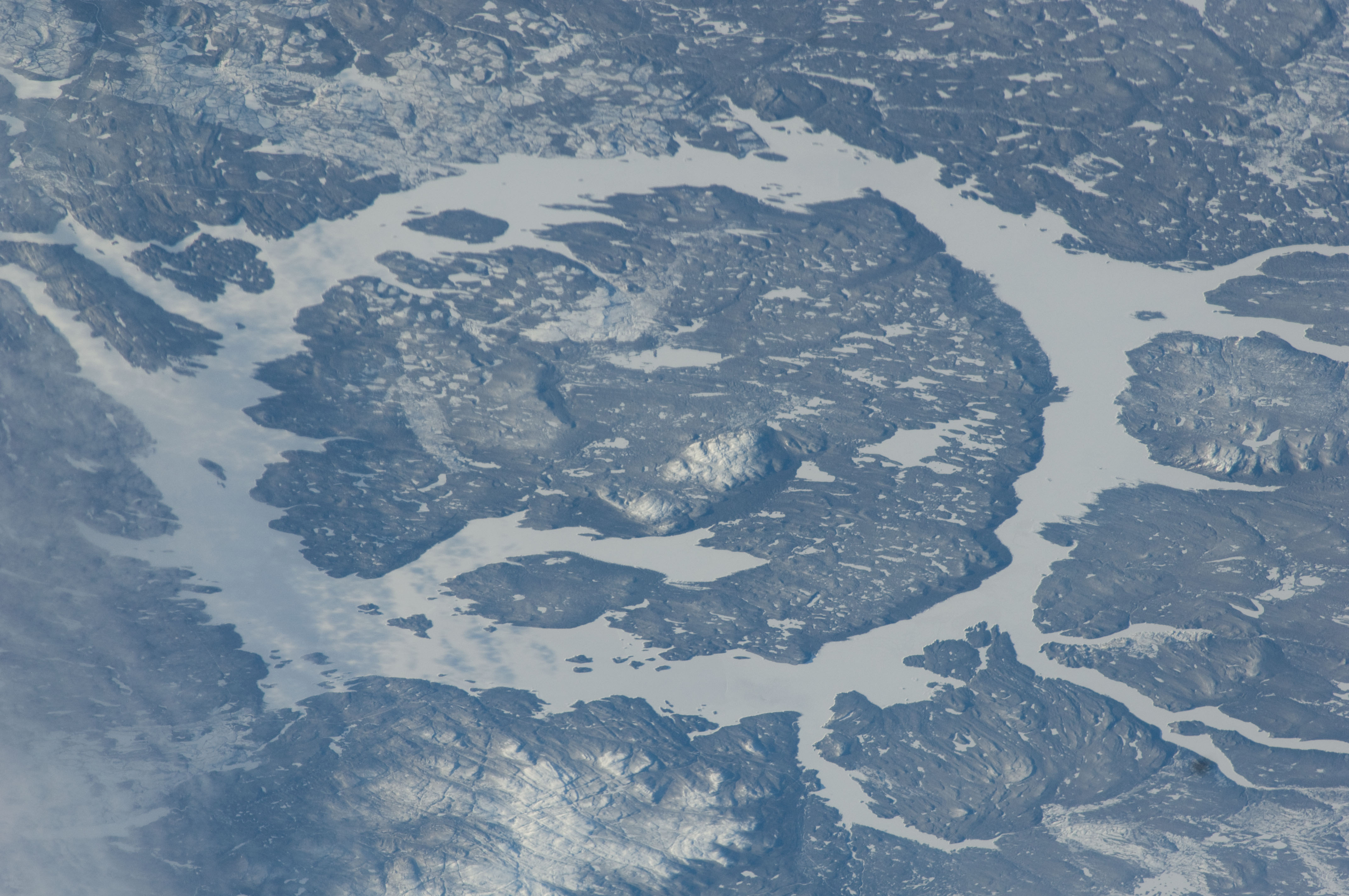
Krater Manicouagan, zalany przez wody podpiętrzonego jeziora

| Nazwa                           | Położenie                            | Średnica (km) | Wiek (miliony lat) | Współrzędne geograficzne                |
| ------------------------------- | ------------------------------------ | ------------- | ------------------ | --------------------------------------- |
| Chicxulub¹                      | Jukatan, Meksyk                      | 150           | 64,98 ± 0,05       | 21°20′N 89°30′W/21,333333 -89,500000    |
| Sudbury¹                        | Ontario, Kanada                      | 130           | 1850 ± 3           | 46°36′N 81°11′W/46,600000 -81,183333    |
| Manicouagan¹                    | Quebec, Kanada                       | 85            | 214 ± 1            | 51°23′N 68°42′W/51,383333 -68,700000    |
| Beaverhead                      | Idaho i Montana, Stany Zjednoczone   | 60            | ~600               | 44°15′N 114°00′W/44,250000 -114,000000  |
| Charlevoix                      | Quebec, Kanada                       | 54            | 342 ± 15           | 47°32′N 70°18′W/47,533333 -70,300000    |
| Montagnais                      | Nowa Szkocja, Kanada                 | 45            | 50,5 ± 0,76        | 42°53′N 64°13′W/42,883333 -64,216667    |
| Saint Martin                    | Manitoba, Kanada                     | 40            | 220 ± 32           | 51°47′N 98°32′W/51,783333 -98,533333    |
| Chesapeake Bay¹                 | Wirginia, Stany Zjednoczone          | 40            | 35,5 ± 0,3         | 37°17′N 76°01′W/37,283333 -76,016667    |
| Carswell                        | Saskatchewan, Kanada                 | 39            | 115 ± 10           | 58°27′N 109°30′W/58,450000 -109,500000  |
| Clearwater West                 | Quebec, Kanada                       | 36            | 290 ± 20           | 56°13′N 74°30′W/56,216667 -74,500000    |
| Manson                          | Iowa, Stany Zjednoczone              | 35            | 73,8 ± 0,3         | 42°35′N 94°33′W/42,583333 -94,550000    |
| Slate Islands                   | Ontario, Kanada                      | 30            | ~450               | 48°40′N 87°00′W/48,666667 -87,000000    |
| Mistastin                       | Nowa Fundlandia i Labrador, Kanada   | 28            | 36,4 ± 4           | 55°53′N 63°18′W/55,883333 -63,300000    |
| Clearwater East                 | Quebec, Kanada                       | 26            | 460-470            | 56°04′N 74°06′W/56,066667 -74,100000    |
| Steen River                     | Alberta, Kanada                      | 25            | 91 ± 7             | 59°30′N 117°38′W/59,500000 -117,633333  |
| Tunnunik (Prince Albert)        | Terytoria Północno-Zachodnie, Kanada | ~25           | 130-450            | 72°28′N 113°58′W/72,466667 -113,966667  |
| Presqu’île                      | Quebec, Kanada                       | 24            | <500               | 49°43′N 74°48′W/49,716667 -74,800000    |
| Haughton                        | Nunavut, Kanada                      | 23            | 39                 | 75°23′N 89°40′W/75,383333 -89,666667    |
| Ames                            | Oklahoma, Stany Zjednoczone          | 16            | 470 ± 30           | 36°15′N 98°12′W/36,250000 -98,200000    |
| Deep Bay                        | Saskatchewan, Kanada                 | 13            | 99 ± 4             | 56°24′N 102°59′W/56,400000 -102,983333  |
| Sierra Madera                   | Teksas, Stany Zjednoczone            | 13            | <100               | 30°36′N 102°55′W/30,600000 -102,916667  |
| Kentland                        | Indiana, Stany Zjednoczone           | 13            | <97                | 40°45′N 87°24′W/40,750000 -87,400000    |
| Marquez                         | Teksas, Stany Zjednoczone            | 12,7          | 58 ± 2             | 31°17′N 96°18′W/31,283333 -96,300000    |
| Nicholson                       | Terytoria Północno-Zachodnie, Kanada | 12,5          | <400               | 62°40′N 102°41′W/62,666667 -102,683333  |
| Wells Creek                     | Tennessee, Stany Zjednoczone         | 12            | 200 ± 100          | 36°23′N 87°40′W/36,383333 -87,666667    |
| Avak                            | Alaska, Stany Zjednoczone            | 12            | 3-95               | 71°15′S 156°38′W/-71,250000 -156,633333 |
| Upheaval Dome                   | Utah, Stany Zjednoczone              | 10            | <170               | 38°26′N 109°54′W/38,433333 -109,900000  |
| Eagle Butte                     | Alberta, Kanada                      | 10            | <65                | 49°42′N 110°30′W/49,700000 -110,500000  |
| Calvin                          | Michigan, Stany Zjednoczone          | 10            | <170               | 38°26′N 109°54′W/38,433333 -109,900000  |
| Red Wing                        | Dakota Północna, Stany Zjednoczone   | 9             | 200 ± 25           | 47°36′N 103°33′W/47,600000 -103,550000  |
| Couture                         | Quebec, Kanada                       | 8             | 430 ± 25           | 60°08′N 75°20′W/60,133333 -75,333333    |
| Des Plaines                     | Illinois, Stany Zjednoczone          | 8             | <280               | 42°03′N 87°52′W/42,050000 -87,866667    |
| Elbow                           | Saskatchewan, Kanada                 | 8             | 395 ± 25           | 50°59′N 106°43′W/50,983333 -106,716667  |
| Glover Bluff                    | Illinois, Stany Zjednoczone          | 8             | <500               | 43°58′N 89°32′W/43,966667 -89,533333    |
| La Moinerie                     | Quebec, Kanada                       | 8             | 400 ± 50           | 57°26′N 66°37′W/57,433333 -66,616667    |
| Serpent Mound                   | Ohio, Stany Zjednoczone              | 8             | <320               | 39°02′N 83°24′W/39,033333 -83,400000    |
| Wanapitei                       | Ontario, Kanada                      | 7,5           | 37,2 ± 1,2         | 46°45′N 80°45′W/46,750000 -80,750000    |
| Cloud Creek                     | Wyoming, Stany Zjednoczone           | 7             | 190 ± 30           | 43°07′N 106°45′W/43,116667 -106,750000  |
| Crooked Creek                   | Missouri, Stany Zjednoczone          | 7             | 320 ± 80           | 37°50′N 91°23′W/37,833333 -91,383333    |
| Wetumpka                        | Alabama, Stany Zjednoczone           | 6,5           | 81,0 ± 1,5         | 32°31′N 86°10′W/32,516667 -86,166667    |
| Santa Fe                        | Nowy Meksyk, Stany Zjednoczone       | 6-13          | <1200              | 35°45′N 105°56′W/35,750000 -105,933333  |
| Maple Creek                     | Saskatchewan, Kanada                 | 6             | <75                | 49°48′N 109°06′W/49,800000 -109,100000  |
| Middlesboro                     | Kentucky, Stany Zjednoczone          | 6             | <300               | 36°37′N 83°44′W/36,616667 -83,733333    |
| Pilot                           | Terytoria Północno-Zachodnie, Kanada | 6             | 445 ± 2            | 60°17′N 111°01′W/60,283333 -111,016667  |
| Rock Elm                        | Wisconsin, Stany Zjednoczone         | 6             | <505               | 44°43′N 92°14′W/44,716667 -92,233333    |
| Gow                             | Saskatchewan, Kanada                 | 5             | <250               | 56°27′N 104°29′W/56,450000 -104,483333  |
| Glasford                        | Illinois, Stany Zjednoczone          | 4             | <430               | 40°36′N 89°47′W/40,600000 -89,783333    |
| Ile Rouleau                     | Quebec, Kanada                       | 4             | <300               | 50°41′N 73°53′W/50,683333 -73,883333    |
| Brent                           | Ontario, Kanada                      | 3,8           | 396 ± 20           | 46°05′N 78°29′W/46,083333 -78,483333    |
| Flynn Creek                     | Tennessee, Stany Zjednoczone         | 3,8           | 360 ± 20           | 36°17′N 85°40′W/36,283333 -85,666667    |
| Pingualuit (New Quebec)         | Quebec, Kanada                       | 3,44          | 1,4 ± 0,1          | 61°17′N 73°40′W/61,283333 -73,666667    |
| Newporte                        | Dakota Północna, Stany Zjednoczone   | 3,2           | <500               | 48°58′N 101°58′W/48,966667 -101,966667  |
| Viewfield                       | Saskatchewan, Kanada                 | 2,5           | 190 ± 20           | 56°24′N 102°59′W/56,400000 -102,983333  |
| West Hawk                       | Manitoba, Kanada                     | 2,44          | 351 ± 20           | 49°46′N 95°11′W/49,766667 -95,183333    |
| Holleford                       | Ontario, Kanada                      | 2,35          | 550 ± 100          | 44°28′N 76°38′W/44,466667 -76,633333    |
| Krater Meteorytowy (Barringera) | Arizona, Stany Zjednoczone           | 1,18          | 0,049 ± 0,003      | 35°02′N 109°54′W/35,033333 -109,900000  |
| Odessa                          | Teksas, Stany Zjednoczone            | 0,16          | <0,0635            | 31°45′N 102°29′W/31,750000 -102,483333  |
| Whitecourt                      | Alberta, Kanada                      | 0,04          | <0,0011            | 54°00′N 115°36′W/54,000000 -115,600000  |
| Haviland                        | Kansas, Stany Zjednoczone            | 0,01          | <0,001             | 37°35′N 99°10′W/37,583333 -99,166667    |

¹ Podana średnica jest najlepszym obecnym oszacowaniem średnicy mierzonej od krawędzi do krawędzi krateru i nie obejmuje strefy całkowitych zniszczeń na zewnątrz krateru. W literaturze często można znaleźć inne wartości, wynikające z przyjęcia innej definicji, np. z uwzględnienia zewnętrznego pierścienia struktury wielopierścieniowej.